# Осада Энбона
Осада Энбона 1342 года — эпизод войны за бретонское наследство, прославивший Жанну Фландрскую. Силы Карла де Блуа осадили в городе Жанну Фландрскую. Она дождалась подхода английских подкреплений и с их прибытием в июне 1342 года блокада была снята.

## История
Осада была организована сторонниками Карла де Блуа. Жанна Фландрская укрылась за стенами Энбона и послала Амори де Клиссона к Эдуарду III за помощью — английскими войсками. Эдуард претендовал на Французскую корону и потому послал сэра Уолтера Манни с силами для снятия осады с целью получить надежного союзника в Бретани на случай высадки во Франции. Жанна в доспехах лично руководила обороной Энбона.
Заметив, что лагерь де Блуа плохо охраняется, Жанна лично повела отряд из 300 человек на вылазку, в которой им удалось сжечь запасы осаждавших, после чего она получила прозвище Пламенная. Однако осаждавшим удалось отрезать отряд Жанны от города. Тогда она направилась к Бресту, оттянув за собой часть нападавших. В Бресте ей удалось получить поддержку и собрать подкрепление. После этого она незаметно (с помощью хитрости) через 5 дней вернулась в Энбон.
Осада продержалась до прибытия английских подкреплений, которые в июне проникли в Блавет (будущий Порт-Луис). По преданию, Жанна увидела английские корабли в окно во время переговоров о сдаче. Осада была снята, и осаждающие отошли в сторону города Оре, двигаясь на помощь Карлу де Блуа, который затем осадил Оре.
Через некоторое время де Блуа вернулся и вторично осадил Энбон, но на этот раз Жанна была в Англии. Теперь она лично привела английские подкрепления для снятия осады и при этом лично же сражалась в морском бою с испанцами, пытавшимися перехватить английский флот.